# William Prynne
William Prynne (Swanswick, vers el 1600 - Lincoln, 24 d'octubre de 1669), fou un advocat anglès, autor voluble, polemista i figura política, va ser un destacat opositor purità de la política de l'església sota William Laud, arquebisbe de Canterbury (1633–1645). Les seves opinions eren presbiterianes, però es va fer conegut a la dècada de 1640 com a erastià, defensant el control general de l'estat dels assumptes religiosos.
Va estudiar a l'Oriel College d'Oxford, i a penes graduat va prendre una part activa en les polèmiques polítiques i religioses de l'època, sent un dels més ardents puritans. Ja des de llavors va escriure una sèrie de virulents fulletons contra els arminians, i el 1632 va publicar a Histrionastix, or a Scourge for Stageplayers, violenta diatriba contra els espectacles públics i en la qual dirigia atacs no gaire encoberts contra el rei i la reina, cosa que li va valer un procés, cèlebre en la història judicial, sent condemnat a una multa de 5.000 lliures esterlines, i a la degradació, a que li fossin tallades les orelles i a presó perpètua (1634). Tres anys després estant encara en la presó, va publicar un altre fullet que contenia atacs contra els reis i bisbes i va ser condemnat a una nova multa de 5.000 lliures esterlines i a ser exposat a la vergonya pública.
Decretada la seva llibertat pel Parlament Largo (1640), va entrar a Londres seguit d'una immensa multitud que el victorejava, i l'any següent va ser elegit individu del Parlament, essent reelegit diverses vegades. Amb igual energia que la que abans emprés contra la cort, va atacar la tirania d'Oliver Cromwell, per la qual cosa aquest el va fer expulsar de la Cambra dels Comuns, sent de nou empresonat. La Restauració li va tornar la llibertat i el seu seient al Parlament, però la seva mordacitat i el seu afany d'atacar els altres li van crear incessantment dificultats fins a la seva mort. A part de l'obra ja esmentada, va escriure uns 200 volums, entre ells Calendar of Parliamentary Wrist, Records i Exact chronological vindications.